# Pougny (Nièvre)
Pougny – miejscowość i gmina we Francji, w regionie Burgundia-Franche-Comté, w departamencie Nièvre.
Według danych na rok 1990 gminę zamieszkiwały 402 osoby, a gęstość zaludnienia wynosiła 21 osób/km² (wśród 2044 gmin Burgundii Pougny plasuje się na 527 miejscu pod względem liczby ludności, natomiast pod względem powierzchni na miejscu 479).